# Manlio Rocchetti
Manlio Rocchetti (* 28. November 1943 in Rom; † 9. Januar 2017 in Tequesta, Vereinigte Staaten) war ein italienischer Maskenbildner. 1990 gewann er einen Oscar und bis zu seinem Tod war er als Dozent an der Accademia Nazionale del Cinema in Bologna tätig.

## Leben
Manlio Rocchetti stammte aus einer Familie von Maskenbildnern, seine Eltern waren Silvano Rocchetti und dessen Frau Ferdinanda Centi. Sein Großvater Giuseppe Rocchetti war Maskenbildner am Teatro dell’Opera di Roma und im Zuliefergeschäft von Maskenbedarf aktiv, so unter anderem beim Karneval in Venedig 1874. Seine Kinder setzten das Geschäft fort, darunter auch Manlios Vater Silvano. Manlios Bruder Luigi Rocchetti arbeitet ebenfalls als Maskenbildner beim Film. 1965766 hat er zum ersten Mal als Maskenbildner gearbeitet. Er begann in den 1960er Jahren bei italienischen Filmen als Maskenbildner mitzuwirken. Später zog er in die USA.
Ein Schüler Manlios ist der Friseur Aldo Signoretti. Mit ihm zusammen war Rocchetti für die Arbeit an Gangs of New York 2003 für den British Academy Film Award für Beste Maske nominiert. 
Für seine Maske in der Serie Lonesome Dove ist er 1989 mit dem Emmy Award ausgezeichnet worden.
1990 bekam Manlio Rocchetti gemeinsam mit Lynn Barber und Kevin Haney für Miss Daisy und ihr Chauffeur in der Kategorie Bestes Make-up den Oscar verliehen. 
Um 2011 begann er an der Accademia Nazionale del Cinema in Bologna Maskenbildner zu unterrichten.
Er starb 2017 zu Hause, als er aufgrund einer Bronchitis ohnmächtig wurde und in den hauseigenen Pool fiel. Er hinterließ eine Ehefrau, die Maskenbildnerin Linda V. Melazzo und zwei Kinder.

## Filmografie (Auswahl)
- 1975: Die verlorene Ehre der Katharina Blum
- 1984: Es war einmal in Amerika (Once Upon a Time in America)
- 1986: Der Name der Rose
- 1989: Miss Daisy und ihr Chauffeur (Driving Miss Daisy)
- 1991: Herr der Gezeiten (The Prince of Tides)
- 1997: Im Auftrag des Teufels (The Devil’s Advocate)
- 1998: Große Erwartungen (Great Expectations)
- 2005: Brokeback Mountain
- 2010: Shutter Island